# Chuyến bay 114 của Libyan Arab Airlines
Chuyến bay 114 của Libyan Arab Airlines (LN 114) là một chuyến bay theo lịch trình thường lệ từ Tripoli đến Cairo qua Benghazi. Năm 1973, một chiếc Boeing 727-200 phục vụ đường bay này bị các chiến đấu cơ Israel bắn hạ.
Ngày 21 tháng 2 năm 1973, máy bay dời Tripoli, rồi bị mất liên lạc do thời tiết xấu cùng với thiết bị hư hỏng trên miền bắc Ai Cập. Máy bay đi vào không phận trên Bán đảo Sinai (đương thời do Israel chiếm đóng), bị hai máy bay F-4 Phantom II chặn lại, rồi bị bắn hạ sau khi từ chối hợp tác.:288 Trong số 113 người trên khoang, có năm người còn sống, trong đó có cơ phó.:288

## Tường thuật
Chuyến bay 114 sử dụng một máy bay Boeing 727–224 có đăng ký là 5A-DAH, một dịch vụ vận chuyển hành khách quốc tế thường lệ Tripoli–Benghazi–Cairo.:276 Phi hành đoàn gồm có chín người trên khoang. Cơ trưởng là một người Pháp tên là Jacques Bourges. Toàn bộ phi hành đoàn phục vụ theo một sắp xếp hợp đồng giữa Air France và Libyan Arab Airlines. Sau khi dừng chân một thời gian ngắn tại Benghazi máy bay tiếp tục hành trình đến Cairo với 113 người trên khoang. Hầu hết hành khách là người Ả Rập, song có hai người Đức và một người Mỹ.

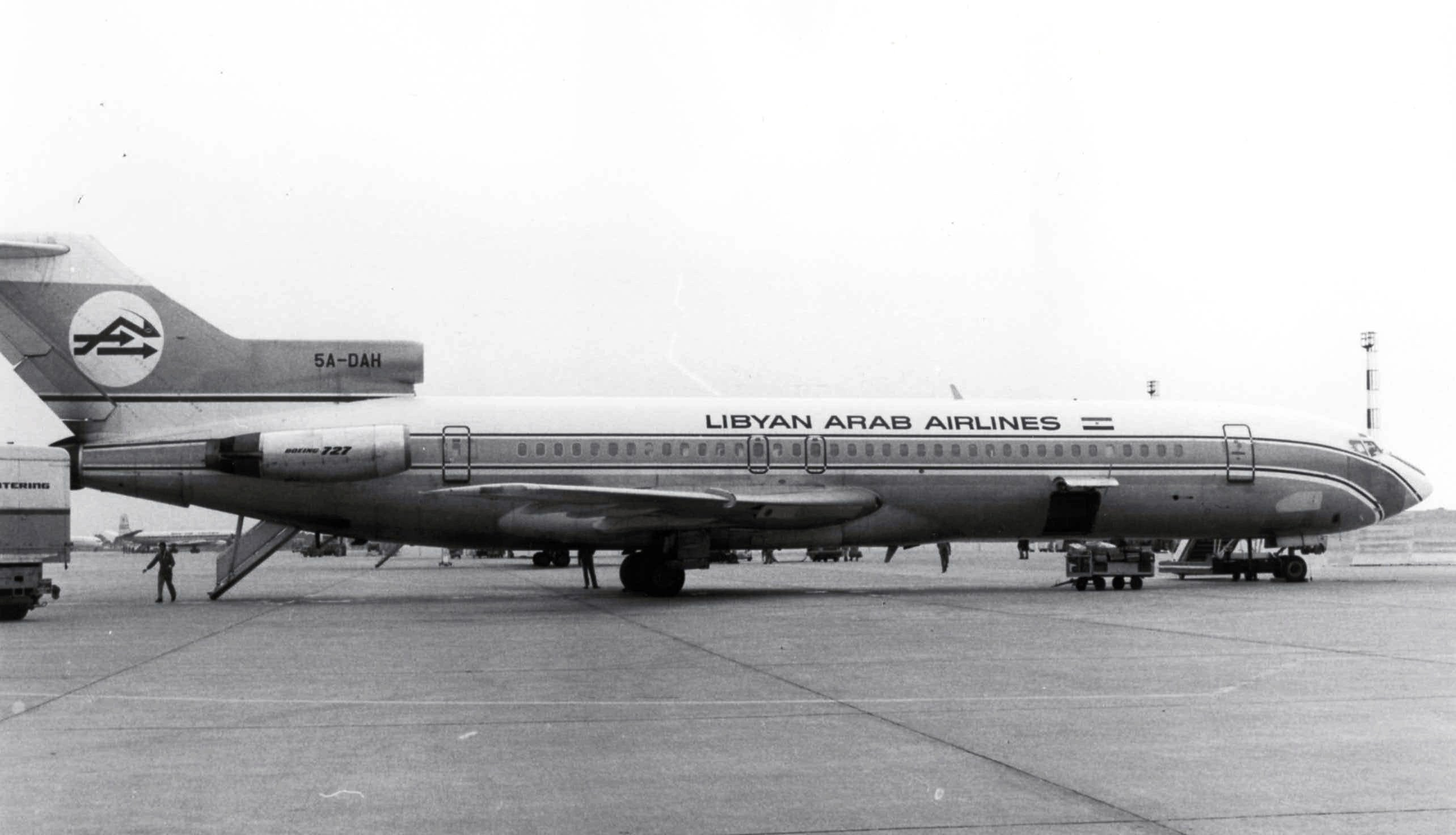
Máy bay Boeing 727 số hiệu 5A-DAH của Libyan Arab Airlines liên quan đến sự kiện, năm 1972.

Thông thường, chặng Benghazi–Cairo bay về phía đông dọc theo bờ biển Libya cho đến khi đến thành phố Sidi Barrani tại Ai Cập, tại đó đường bay hướng về nội địa đến khu vực quy tắc bay bằng mắt (VOR) và đài dẫn đường vô tuyến vô hướng (NDB) nằm về phía tây Hồ Qarun. Đi vào khu vực điểm cuối Cairo được thực hiện theo hướng đông bắc qua một đường dài 71 hải lý (131 km) tách Hồ Qarun khỏi Cairo VOR.:276 Lúc 13:45 kiểm soát giao thông Cairo (CTC) thấy máy bay đến từ phía tây. Máy bay được cho phép hạ cánh trên đường băng 23. CTC thấy chiếc Boeing đi về phía đông hướng đến Kênh đào Suez lúc 13:50. Phi hành đoàn buộc phải dựa vào định hướng bằng thiết bị do gặp phải bão cát. Lỗi thiết bị và định hướng khiến máy bay rời khỏi lộ trình, đi vào không phận do Israel chi phối khi bay trên Bán đảo Sinai. Đến lúc này, máy bay mất liên lạc với kiểm soát giao thông hàng không Ai Cập. Phi hành đoàn cho rằng họ gần đến sân bay và bắt đầu hạ thấp.
Lúc 13:55 radar của Israel phát hiện máy bay khi nó bay vào không phận của họ; nó nằm tại đông nam Suez trên độ cao 15.000 foot (4.600 m). Hai chiếc Phantom của Không quân Israel được phái đi chặn máy bay chưa rõ tung tích. Sau khi tái lập liên lạc với CTC phi hành đoàn của máy bay Libya nhìn qua cửa sổ cabin và thấy các máy bay chiến đấu, song họ nhầm đó là các máy bay MiG của Ai Cập. Máy bay Libya tiếp tục bay với tốc độ 325 dặm Anh trên giờ (523 km/h), song nó đột ngột chuyển hướng tây. Đến lúc này, phi hành đoàn trên chiếc Boeing nhận ra họ có vấn đề với các thiết bị. Các phi công Israel nỗ lực lập tiếp xúc thị giác với phi hành đoàn máy bay dân sự, và cố liên lạc bằng cách ra dấu tay và nghiêng cánh. Phán ứng của phi hành đoàn 727 được hiểu là từ chối yêu cầu đó.:289 Máy bay Boeing 727 đi về phía tây được các phi công Israel hiểu là một nỗ lực chạy trốn.
Các phi công Israel khai hỏa pháo M61 20 mm của họ, gây hư hỏng nghiêm trọng bề mặt điều khiển, hệ thống thủy thực, và cơ cấu cánh của máy bay. Máy bay Boeing nỗ lực hạ cánh khẩn cấp:289 tại một khu vực có các đụn cát, song bị rơi, và có một vụ nổ gần bánh xe hạ cánh chính bên phải. 108 trong số 113 người trên khoang thiệt mạng.

### Hậu quả
Cơ phó còn sống và sau này nói rằng phi hành đoàn biết máy bay Israel muốn họ hạ cánh song quan hệ giữa Israel và Libya khiến họ lựa chọn chống lại chỉ thị sau đó. Chính phủ Libya nói rằng cuộc tấn công diễn ra mà không được cảnh báo, mâu thuẫn trực tiếp với tường thuật của cơ phó.:288 Không quân Israel tuyên bố rằng Chuyến bay 114 là một mối đe dọa an ninh, và rằng một trong những nhiệm vụ nó có thể thực hiện được là do thám trên không căn cứ không quân Bir Gifgafa của Israel.:289
Chính phủ Israel cũng tiết lộ rằng LN 114 bị bắn hạ theo lệnh cá nhân của Tham mưu trưởng David Elazar. Lập luận của Israel cho rằng đây là tình huống an ninh cao độ và hành vi thất thường của phi hành đoàn khiến hành động được tiến hành thận trọng.:289 30 quốc gia thành viên Tổ chức Hàng không Dân dụng Quốc tế (ICAO) bỏ phiếu phê phán Israel về cuộc tấn công. Hoa Kỳ không cấp thuận lý do mà Israel đưa ra, và lên án sự kiện này.:290 Bộ trưởng Quốc phòng Israel Moshe Dayan gọi đây là "quyết định sai lầm" của Israel, và Israel trả bồi thường cho gia đình các nạn nhân.